# Ruth Bosibori
Ruth Bosibori Nyangau (née le 2 janvier 1988 à Bosiango) est une athlète kényane spécialiste du 3 000 mètres steeple.

## Biographie
En juillet 2007, Ruth Bosibori remporte le 3 000 m steeple des Jeux africains d'Alger, épreuve disputée pour la première fois dans cette compétition. Quelques semaines plus tard, elle se classe quatrième de la finale des Championnats du monde d'Osaka mais établit avec le temps de 9 min 25 s 25 un nouveau record du monde junior de l'épreuve. En 2008, la kényane remporte la médaille de bronze des Championnats d'Afrique disputés à Addis-Abeba, et termine sixième de la finale du steeple des Jeux olympiques d'été de Pékin avec le temps de 9 min 17 s 35, signant un nouveau record personnel. En fin de saison 2008, elle prend la troisième place de la Finale mondiale de l'athlétisme de Stuttgart.

## Palmarès
- Jeux africains 2007 à Alger :
  -  Médaille d'or du 3 000 m steeple

- Championnats du monde d'athlétisme 2007 à Osaka :
  - 4e du 3 000 m steeple

- Championnats d'Afrique d'athlétisme 2008 à Addis-Abeba :
  -  Médaille de bronze du 3 000 m steeple

- Jeux olympiques d'été de 2008 à Pékin :
  - 6e du 3 000 m steeple